# 月軌道プラットフォームゲートウェイ
月軌道プラットフォームゲートウェイ（つききどうプラットフォームゲートウェイ、英語: Lunar Orbital Platform-Gateway, LOP-G）は、多国間で月周回軌道上に建設することが提案されている有人の宇宙ステーションである（以下、ゲートウェイと略す）。太陽光発電で駆動し、通信ハブ、科学実験室、短期居住区画、探査車やその他の無人機用に確保された空間など全てが一体となっている。NASAがプロジェクトを主導する。
惑星科学、天体物理学、地球観測、太陽物理学、基礎宇宙生物学、人間の健康と能力などの科学的分野の研究がゲートウェイで行われることが期待されている。
ゲートウェイは商業的および国際的パートナーと提携して開発、提供及び利用されるように意図されている。有人及び無人の月探査、並びにNASAの提案している深宇宙輸送機が最初の有人火星ミッションに先んじて実施する300日間から400日間のテスト飛行の拠点として利用される予定である。深宇宙輸送機とは、電気・化学推進を用いる再使用可能な宇宙船で、火星などを目的地とする有人ミッション向けに特別に設計される。
国際宇宙ステーション (ISS) に参加しているNASA、ESA、JAXA、CSAにアラブ首長国連邦のムハンマド・ビン・ラシード宇宙センターを加えた各国が開発を主導し、2020年代中の建設を目指している。当初はロスコスモスも協力していたが、2021年に参加しないことをロスコスモスが発表した。NASAを含む世界各国の14の宇宙機関でつくる国際宇宙探査協働グループ (ISECG) は、月、火星及びそれ以遠の太陽系において人類の存在感を拡大していく上で、LOP-Gは決定的に重要であると結論づけている。以前は深宇宙探査ゲートウェイ (Deep Space Gateway, DSG) と呼ばれていたが、NASAがその構想を2019年度予算に計上する際に名称が改められた。2019会計年度中に実施する予備調査のための資金として、NASAに5億400万ドルを投じる包括的歳出法案が2018年3月、連邦議会を通過した。しかし2025年5月に発表されたトランプ政権のNASA予算案において、ゲートウェイ計画の中止が表明されている。

## 概要

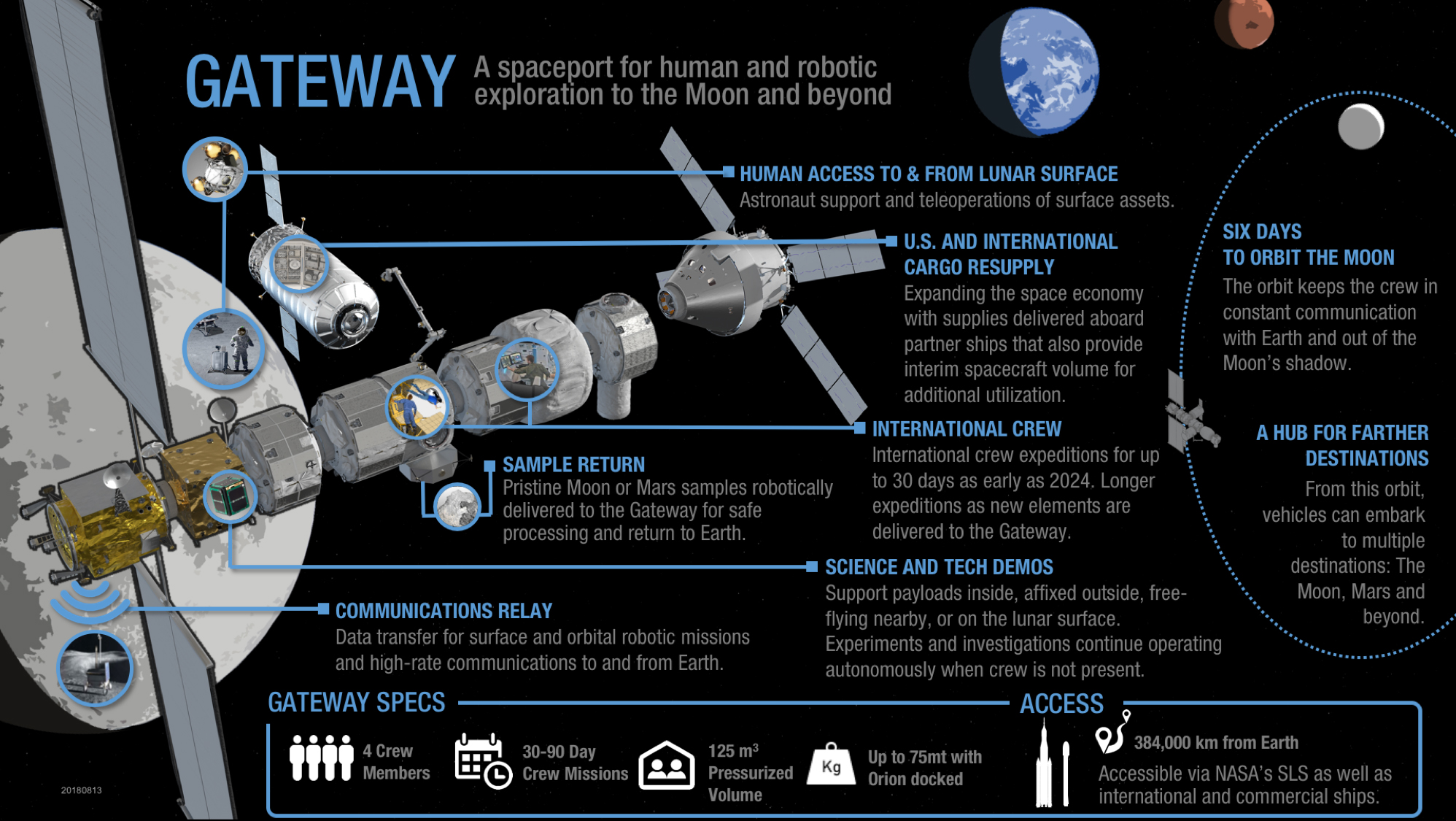
月軌道プラットフォームゲートウェイの概略

元々、NASAは小惑星リダイレクトミッションの一環としてゲートウェイの建設を検討していたが、後に中止された。NASAとロスコスモスは2017年9月27日、非公式な共同声明で両者の協力を発表した。地球と月との間（月周回軌道）を往来する旅行は、危険を冒して月の向こうの深宇宙へ行くために必要な知識と経験を得るのに役立てられる。ゲートウェイは、およそ6日間の周期で月の周りを南北に回る Near Rectilinear Halo Orbit (NRHO) と呼ばれる極端に細長い楕円軌道上に設置され、最接近時には月面から1,500 km (930 mi)以内、最も離れる時には70,000 km (43,000 mi)に位置することになる。この軌道によって、ゲートウェイから月低軌道に到達する月探査が、デルタVを730 m/sとすると、半日で可能になる。軌道保持に要する速度はデルタVにして一年あたり10 m/s未満となる。
また、考えられるところでは、ゲートウェイが現地資源利用技術の開発を支援し、月や小惑星から資源を採掘する試みもあり、より複雑なミッションを遂行するために求められる能力を時間をかけて徐々に醸成していく機会を与えることにもなる。様々な構成体（コンポーネント）がファルコンヘビー、並びにEM-3からEM-8までのミッションを通じて、オリオン宇宙船の相乗りペイロードとしてスペース・ローンチ・システムで打ち上げられる。
LOP-G用の電力・推進装置 (PPE) は重量が8-9トンで、機動性を持たせるためのイオンエンジンに電力を供給する、出力が50 kWになる太陽電池を搭載するほか、化学推進にも対応する。パトリック・トラウトマンが深宇宙輸送機及び月軌道プラットフォームゲートウェイの戦略的評価のリーダーを務める。

## 提案されたモジュール

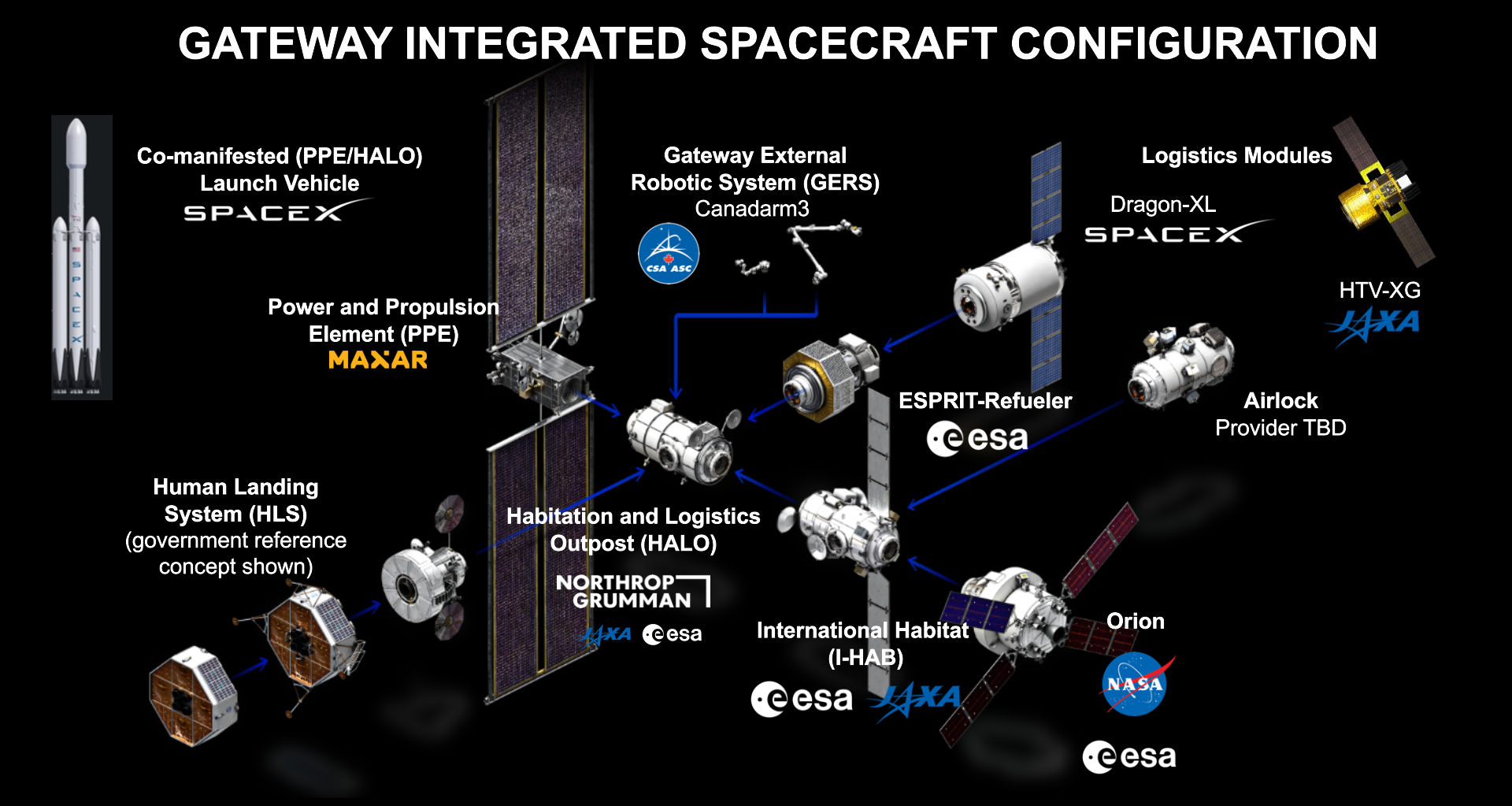
月軌道プラットフォームゲートウェイを構成するモジュール

月軌道ゲートウェイの初期構想は2018年現在もなお発展途上の段階にあるが、少なくとも以下のモジュールが提案されている。
- Power and Propulsion Element (PPE) : ステーションとイオンエンジンに供給する電力を発生させる。また、ゲートウェイの指令・通信センターとしての役割も果たす2027年にファルコンヘビーロケットでの打ち上げを予定している[27][28]。
- Habitation and Logistics Outpost (HALO) :最小居住モジュールとも呼ばれ、小さい与圧空間を提供し、4人のクルーを最低30日間サポートすることが可能である。シグナス補給船を基に設計され、その外部には2つのドッキングポート、体装着型ラジエーター（BMR）、バッテリー、通信アンテナが追加される。2027年に、PPEモジュールとともにファルコンヘビーロケットで打ち上げられる予定である。
- European System Providing Refuelling, Infrastructure and Telecommunications (ESPRIT) : キセノンとヒドラジンの供給を補い、通信機器を備え、科学実験装置用のエアロックを提供する[29]。重量は約4トンで、長さは3.91メートルになる[30]。ESPRITモジュールは2つのパートで構成される。第1のパートは「ルナ・リンク」(旧称：HALO月面通信システム)と呼ばれ、ゲートウェイの通信機能を担う。この部分は2027年にHALOモジュールに事前取り付けされた状態で打ち上げられる予定である。第2のパートは「ルナ・ビュー」(旧称：ESPRIT補給モジュール)と呼ばれ、与圧燃料タンク、ドッキングポート、小窓付きの居住通路を含む。この部分は2029年に打ち上げられる予定である。
- U.S. Utilization Module : ゲートウェイを組み立てる間、ごく初期のミッションで乗員たちの入口となる、小さな与圧された空間。ESPRITと共にEM-3ミッションで打ち上げられ、当初は食料の備蓄のために使用される[29]。
- International Partner Habitat 及び U.S. Habitat : 2つの居住モジュール。EM-4とEM-5のミッションで打ち上げられ、合わせて最小でも125 m3の居住空間をステーションに提供する[29]。
- Gateway Logistics Module : ステーションの物資補給（ロジスティクス）に使用される。最初のロジスティクス・モジュールと共にステーションに届けられる、カナダ宇宙庁が建造するロボットアームを備える[31]。
- Gateway Airlock Module : ステーション外部での船外活動や深宇宙輸送機の係留に用いられる[24]。

## 提案された工程表
| 時期       | 機体の組み立て目標 | ミッションの名称           | 打ち上げ機                               | 有人/無人 |
| ---------- | --- | -------------------------- | ---------------------------------------- | --------- |
| 2027年     | Power and Propulsion Element (PPE)とHabitation and Logistics Outpost (HALO)を打ち上げ、月軌道プラットフォームゲートウェイの組み立てを開始。 | Mini-space station Gateway | Falcon Heavy                             | 無人      |
| 2028年9月  | International Partner Habitatの搬入。 | Artemis 4                  | スペース・ローンチ・システムのブロック1B | 有人      |
| 2028年     | 月面着陸船スターシップ HLS | Artemis support mission    | スターシップ                             | 有人      |
| 2030年3月  | ESPRIT及びU.S. Utilization Moduleの打ち上げ、並びにL2点のSouthern Near Rectilinear Halo Orbit (NRHO-S) 上でPPEと結合。                      | Artemis 5                  | スペース・ローンチ・システムのブロック1B | 有人      |
| 2030年     | Blue Moon HLS | Artemis support mission    | ニューグレン                             | 有人      |
| 2031年3月  | 最初のロジスティクス・モジュール及びロボット・アームの搬入。                                                                                | Artemis 6                  | スペース・ローンチ・システムのブロック1B | 有人      |
| 2031年     | U.S. Habitatの搬入。 | Artemis support mission    | スペース・ローンチ・システムのブロック1B | 無人      |
| 2032年3月  | カプセル型宇宙船「オリオン」（乗員4名）がゲートウェイにエアロック・モジュールを搬入。                                                       | Artemis 7                  | スペース・ローンチ・システムのブロック1B | 有人      |
| 2032年以降 | 深宇宙輸送機 (DST) が月軌道ゲートウェイまで飛行。                                                                                           | EM-8                       | スペース・ローンチ・システムのブロック1B | 無人      |
| 2033年以降 | DSTの点検ミッション。 | EM-9                       | スペース・ローンチ・システムのブロック1B | 有人      |
| 2034年以降 | DSTによる物資輸送及び燃料補給。 | EM-10                      | スペース・ローンチ・システムのブロック1B | 無人      |
| 2035年以降 | 地球–月間でDSTの1年間に及ぶ巡航試験（テスト飛行）。                                                                                         | EM-11                      | スペース・ローンチ・システムのブロック2  | 有人      |
| 2035年以降 | DSTによる物資輸送及び燃料補給。 | EM-12                      | スペース・ローンチ・システムのブロック2  | 無人      |
| 2035年以降 | 火星軌道への投入に向けたDSTの巡航。 | EM-13                      | スペース・ローンチ・システムのブロック2  | 有人      |